# Andrena tateyamana
Andrena tateyamana är en biart som beskrevs av Tamasana och Hirashima 1984. Andrena tateyamana ingår i släktet sandbin, och familjen grävbin. Inga underarter finns listade i Catalogue of Life.